# 제싸다보딘
제싸다보딘(태국어: เจษฎาบดินทร์, 1787년 3월 31일 ~ 1851년 4월 2일)는 짜끄리 왕조 시암의 세 번째 군주 라마 3세로 정식 명칭은 프라밧솜뎃 프라뽀라마티워라셋 마하제싸다보딘 프라낭끌라오 짜오유후아(태국어: พระบาทสมเด็จพระปรมาธิวรเสรฐมหาเจษฎาบดินทร์ พระนั่งเกล้าเจ้าอยู่หัว)이다.
그가 치세하던 1833년, 라따나꼬신 왕국과 미국은 무역 조약을 체결하였다. 이는 미국이 아시아 국가들과 맺은 최초의 조약이다.

## 가족 관계

### 조부모와 부모
- 조부 : 시암 라마 1세국왕
- 조모 : 아마린트라왕후
- 부친 : 시암 라마 2세국왕
- 모친 : 스리수라라이대후

### 남동생
1. 담대군

### 여동생
1. 뻠옹주

### 후궁
1. 이움후궁
2. 너이무앙후궁
3. 방후궁
4. 피앙후궁
5. 숫야이후궁
6. 찹후궁 – 싱커라 수라이만 차국왕 자손
7. 잣후궁
8. 임후궁
9. 얨후궁
10. 너이라우후궁 – 비엔티안 시리분살국왕 손녀
11. 이순후궁
12. 엠나이후궁
13. 잔후궁
14. 키아우후궁
15. 룩잔후궁
16. 엠야이후궁
17. 부아후궁
18. 멘후궁
19. 픙후궁
20. 씸후궁
21. 언후궁
22. 렉후궁
23. 잔쏨후궁 – 비엔티안 아누웡국왕 왕녀
24. 삿야이후궁
25. 완후궁
26. 너이프라생후궁
27. 너이야이후궁 – 딱신 손녀
28. 뿍후궁
29. 훈후궁
30. 깨우후궁
31. 캄후궁
32. 젝후궁
33. 크라이후궁
34. 삼릿후궁
35. 프랍후궁
36. 응후궁
37. 품후궁
38. 크르아왈후궁
39. 끄립후궁
40. 마라이후궁
41. 임후궁
42. 누암후궁
43. 픙후궁
44. 판후궁
45. 아룬후궁
46. 완후궁
47. 너이렉후궁 – 딱신 손녀
48. 너이후궁
49. 부아캄후궁 – 치앙마이 탐마랑까공 왕녀
50. 캄마우후궁 – 치앙마이 캄판공 왕녀
51. 츤후궁 – 딱신 손녀
52. 찹후궁 – 딱신 손녀
53. 잼후궁 – 딱신 손녀
54. 얨후궁 – 딱신 손녀
55. 판후궁 – 딱신 손녀
56. 이순후궁
57. 팀후궁
58. 누후궁

### 왕자
- 장남 : 끄라위웡대군 (1811년 ~ 1822년)
- 차남 : 담대군 (1812년 ~ 1816년)
- 3남 : 마따야피탁웡공 시리웡대군 (1812년 ~ 1839년)
- 4남 : 락카나누쿤대군 (1813년 ~ 1835년)
- 5남 : 꼬멘대군 (1815년 ~ 1861년) – 쳇타티벤공
- 6남 : 아마렌타라버딘공 카네절대군 (1815년 ~ 1878년)
- 7남 : ?대군 (1815년 ~ 1821년)
- 8남 : 우언롯대군 (1816년 ~ 1850년)
- 9남 : 라디왈대군 (1816년 ~ 1874년) – 푸민타라팍디공
- 10남 : 춤사이대군 (1817년 ~ 1868년) – 라차시하위끄롬공
- 11남 : ?대군 (1817년 ~ 1818년)
- 12남 : 삐악대군 (1819년 ~ 1856년)
- 13남 : 아두라야락사나솜밧공 우라이대군 (1819년 ~ 1874년)
- 14남 : 안놉대군 (1820년 ~ 1866년) – 우돔랏따나라시공
- 15남 : 람영대군 (1825년 ~ 1868년)
- 16남 : 싸름웡대군 (1826년 ~ 1849년)
- 17남 : 아마릿대군 (1826년 ~ 1870년) – 푸바디라차하르타이공
- 18남 : 수반대군 (1826년 ~ 1885년) – 푸와나이나르벤타라티발공
- 19남 : ?대군 (1826년 ~ 1827년)
- 20남 : 싱하라대군 (1826년 ~ 1903년) – 버디타라파이살소폰공
- 21남 : 촘푸눗대군 (1827년 ~ 1892년) – 자른폰풀사왓공
- 22남 : 진다대군 (1827년 ~ 1849년)

### 왕녀
- 장녀 : 야이옹주 (1811년 ~ 1825년)
- 차녀 : 압설수다텝공여 위랏옹주 (1811년 ~ 1845년)
- 3녀 : 두앙드안옹주 (1812년 ~ 1871년)
- 4녀 : ?옹주 (1812년 ~ 1821년)
- 5녀 : 까뭇옹주 (1814년 ~ 1721년)
- 6녀 : 마리옹주 (1814년 ~ 1857년)
- 7녀 : 은유앙옹주 (1816년 ~ 1878년)
- 8녀 : 사우암옹주 (1816년 ~ 1890년)
- 9녀 : 파우아옹주 (1816년 ~ 1856년)
- 10녀 : 생잔옹주 (1816년 ~ 1879년)
- 11녀 : 니웻옹주 (1816년 ~ 1898년)
- 12녀 : 수봉꼿옹주 (1817년 ~ 1881년)
- 13녀 : ?옹주 (1817년 ~ 1818년)
- 14녀 : 레카옹주 (1817년 ~ 1849년)
- 15녀 : 라멈옹주 (1818년 ~ 1906년) – 수다랏라차쁘라율공여
- 16녀 : 께사니옹주 (1819년 ~ 1850년)
- 17녀 : 낀나리옹주 (1819년 ~ 1894년)
- 18녀 : ?옹주 (1820년 ~ 1820년)
- 19녀 : 렉옹주 (1821년 ~ 1824년)
- 20녀 : 푸앙깨우옹주 (1821년 ~ 1849년)
- 21녀 : 쁘라파이팍옹주 (1822년 ~ 1875년)
- 22녀 : 싸위완옹주 (1822년 ~ 1887년)
- 23녀 : ?옹주 (1822년 ~ 1824년)
- 24녀 : ?옹주 (1822년 ~ 1824년)
- 25녀 : 깐라야니옹주 (1825년 ~ 1875년)
- 26녀 : 너라락옹주 (1825년 ~ 1862년)
- 27녀 : 자마리옹주 (1826년 ~ 1889년)
- 28녀 : 끄리사나옹주 (1826년 ~ 1864년)
- 29녀 : 부뜨라옹주 (1828년 ~ 1907년) – 워라셋타수다공여

## 참고 문헌
- Latner, Richard B. (2002). 〈Andrew Jackson〉.   Graff, Henry. 《The Presidents: A Reference History》 7판. 101–123쪽. ISBN 0-684-80551-0.

| 전임 라마 2세 | 제3대 태국의 왕 1824년-1851년 | 후임 라마 4세 |